# Philaeus superciliosus
Philaeus superciliosus là một loài nhện trong họ Salticidae.
Loài này thuộc chi Philaeus. Philaeus superciliosus được Philip Bertkau miêu tả năm 1883.